# Arabia Saudita en los Juegos Olímpicos de Río de Janeiro 2016
Arabia Saudita confirmó su participación en los Juegos Olímpicos de 2016 en Río de Janeiro, Brasil, del 5 al 21 de agosto de 2016.

## Deportes

### Atletismo
Los atletas saudíes clasificaron en los siguientes eventos:
Hombres
| Atleta                  | Evento | Eliminatorias | Eliminatorias | Cuartos de final | Cuartos de final | Semifinal | Semifinal | Final     | Final |
| Atleta                  | Evento | Resultado     | Rango         | Resultado        | Rango            | Resultado | Rango     | Resultado | Rango |
| ----------------------- | ------ | ------------- | ------------- | ---------------- | ---------------- | --------- | --------- | --------- | ----- |
| Abdullah Abkar Mohammed | 100 m  | —             | —             |                  |                  |           |           |           |       |
| Ali Saad Al-Daran       | 800 m  |               |               | —                | —                |           |           |           |       |
| Tariq Ahmed Al-Amri     | 5000 m |               |               | —                | —                | —         | —         |           |       |
| Moukhled Al-Outaibi     | 5000 m |               |               | —                | —                | —         | —         |           |       |

| Atleta                    | Evento               | Clasificación | Clasificación | Final     | Final    |
| Atleta                    | Evento               | Distancia     | Posición      | Distancia | Posición |
| ------------------------- | -------------------- | ------------- | ------------- | --------- | -------- |
| Sultan Mubarak Al-Dawoodi | Lanzamiento de disco |               |               |           |          |

Mujeres
| Atleta              | Evento  | Eliminatorias | Eliminatorias | Cuartos de final | Cuartos de final | Semifinal | Semifinal | Final     | Final |
| Atleta              | Evento  | Resultado     | Rango         | Resultado        | Rango            | Resultado | Rango     | Resultado | Rango |
| ------------------- | ------- | ------------- | ------------- | ---------------- | ---------------- | --------- | --------- | --------- | ----- |
| Kariman Abuljadayel | 100 m   |               |               |                  |                  |           |           |           |       |
| Sarah Attar         | Maratón | —             | —             | —                | —                | —         | —         |           |       |

### Esgrima
Arabia Saudita logró que una esgrmidora clasificase en la competición olímpica, lo que significa su retorno al deporte por primera vez desde Barcelona 1992. Lubna Al-Omair tuvo su lugar por la "cláusula de universalidad" promocionada en los Juegos Olímpicos y la Federación Internacional de Esgrima.

### Halterofilia
Arabia Saudí clasificó un levantador de pesas masculino, Mohammed Hussein Dhilib (categoría masculina, 65 kg), en virtud de sus resultados en el Campeonato de Asia de 2016.

### Judo
Arabia Saudí clasificó dos judocas: Sulaimán Hamad (categoría masculina, 66 kg) ganó un cupo en la cuota continental de la región de Asia, como yudoca de alta clasificación de Arabia Saudita fuera de una posición de clasificación directa en la Lista de la Clasificación Mundial de la Federación Internacional de Judo en mayo de 2016. Mientras tanto, Wuyud Fahmi (categoría femenina, 52 kg) recibió una cuota adicional excepcional en virtud de la "cláusula de universalidad" del Comité Olímpico Internacional.

### Tiro
El país clasificó un tirador, Atallah Al-Anazi en virtud de su mejor resultado en el torneo de clasificación olímpica de Asia de 2016 en Nueva Delhi, India, participando en dos eventos (pistola 50 m y pistola de aire 10 m).